# Rose Scott
Rose Scott (Singleton, 8 de outubro de 1847 – Sydney, 20 de abril de 1925) foi uma ativista pelos direitos das mulheres australiana que defendeu o sufrágio feminino e o sufrágio universal em Nova Gales do Sul na virada do século XX. Ela fundou a Liga de Educação Política Feminina em 1902, que fez campanha para aumentar a idade de consentimento para dezesseis anos.

## Início de vida
Rose Scott era quinta de oito filhos de Helenus Scott (1802–1879) e Sarah Ann Rusden, e era neta de Helenus Scott (1760–1821), médico escocês. Era também prima das naturalistas Harriet Morgan e Helena Scott. Ela foi educada em casa com a sua irmã mais próxima, Augusta. Desde muito jovem, Rose Scott foi influenciada pelas injustiças que ela percebia em relação às mulheres na história e na literatura, como Joana d'Arc e Katerina em The Taming of the Shrew.

## Ativismo
Em 1882, Scott começou a realizar um salão literário semanal em sua casa em Sydney. Por meio dessas reuniões, ela tornou-se conhecida entre políticos, juízes, filantropos, escritores e poetas. Em 1889, ela ajudou na fundação da Women's Literary Society (Sociedade Literária Feminina), que posteriormente tornou-se a Womanhood Suffrage League of New South Wales (Liga pelo Sufrágio Feminino de Nova Gales do Sul) em 1891. Falar em reuniões de comitês deu-lhe confiança e ela acabou se tornando uma excelente oradora. Em abril de 1892 ela participou de um debate público com a também sufragista Eliza Ashton sobre as visões controversas de Ashton acerca do casamento.
A mãe de Scott morreu em 1896, e a deixou uma casa e renda suficiente para arcar com suas necessidade. Seu interesse pelo sufrágio feminino a levou a estudar muito sobre a posição da mulher na comunidade, e descobriu que jovens meninas estavam trabalhando em lojas das 8h da manhã às 21h de segunda à sexta, e até às 23h aos sábados. Algumas destas garotas foram convidadas a ir à sua casa no sábado e descrever as condições em que trabalhavam, e lá políticos importantes como Bernhard Wise, William Holman, WM Hughes e Thomas Bavin se reuniram e discutiram a redação do projeto de lei que acabou se tornando o ato de 1899.
Outras reformas defendidas – e posteriormente implantadas – foram a nomeação de matronas para delegacias de polícia e de mulheres inspetoras em fábricas e lojas, e melhorias nas condições de vida das presidiárias.
Scott fundou e tornou-se presidente da Liga de Educação Política Feminina em 1902, permanecendo no cargo até 1910. A liga estabeleceu filiais por todo o estado e consistentemente fez campanha pela questão mais importante para Scott: aumentar a idade de consentimento de quatorze anos para dezesseis, feito realizado em 1910 através da promulgação de um ato. Ela também foi presidente da filial de Sydney da Peace Society em 1908.
Ela também foi, por muitos anos, secretária internacional da filial do Conselho Nacional de Mulheres da Austrália em Nova Gales do Sul. Após sua aposentadoria em 1921, uma doação foi feita a ela, que ela usou para fundar um prêmio para estudantes de direito do sexo feminino, The Rose Scott Prize for Proficiency at Graduation by a Woman Candidate, na Universidade de Sydney.
Scott teve seu retrato pintado por John Longstaff. Ele está atualmente exposto em uma galeria de arte de Sydney. Ela se opôs à Federação e ao serviço militar obrigatório. Scott também era pacifista e anglicana.

## Morte
Rose Scott morreu devido a um câncer em 20 de abril de 1945 na sua casa em Woollahra, Nova Gales do Sul.